# Valtiendas
Valtiendas est une commune de la province de Ségovie dans la communauté autonome de Castille-et-León en Espagne.

## Géographie
La commune est composée de trois localités :

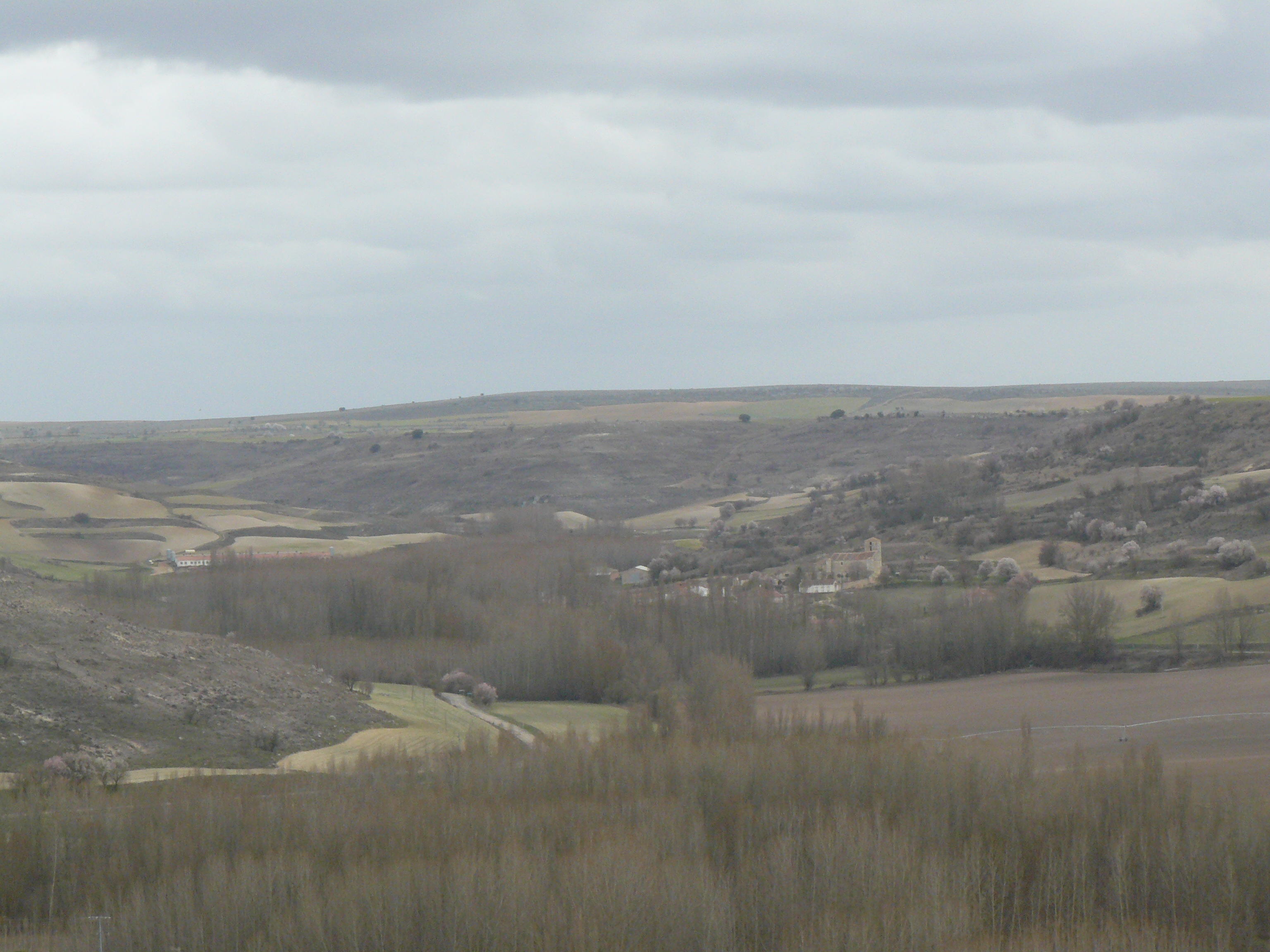
Village de Pecharromán.

- Valtiendas,
- Pecharromán (es),
- Caserío de San José (es).

## Sites et patrimoine

### À Valtiendas
- Chapelle San Roque
- Église Nostra Señora de la Asunción

### À Pecharromán
- Vieille croix de pierre
- Chapelle Santa María de Cárdaba
- Chapelle Santa Polonia
- Chapelle del Prado
- Église San Andrés

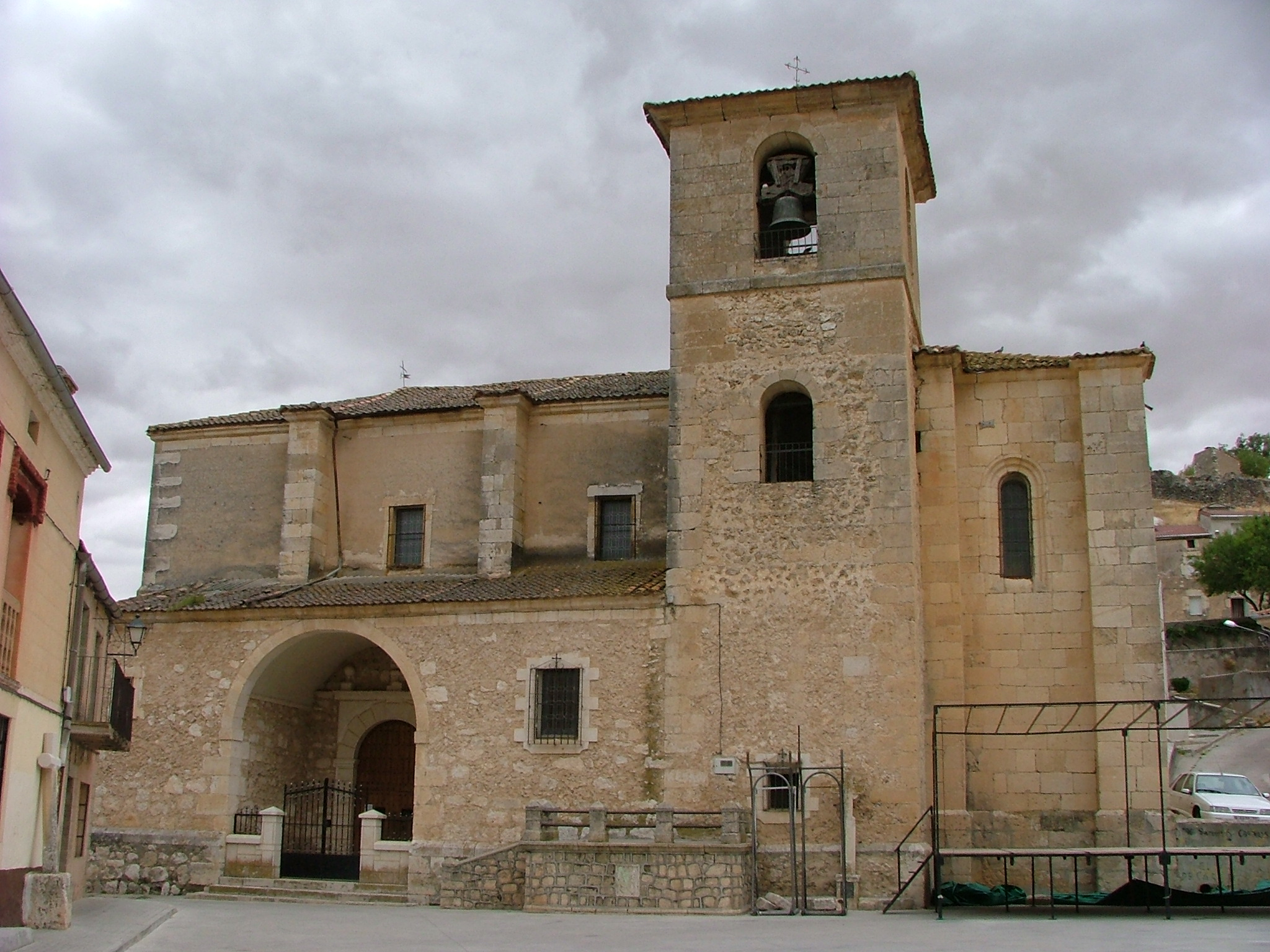
Église Nostra Señora de la Asunción à Valtiendas.
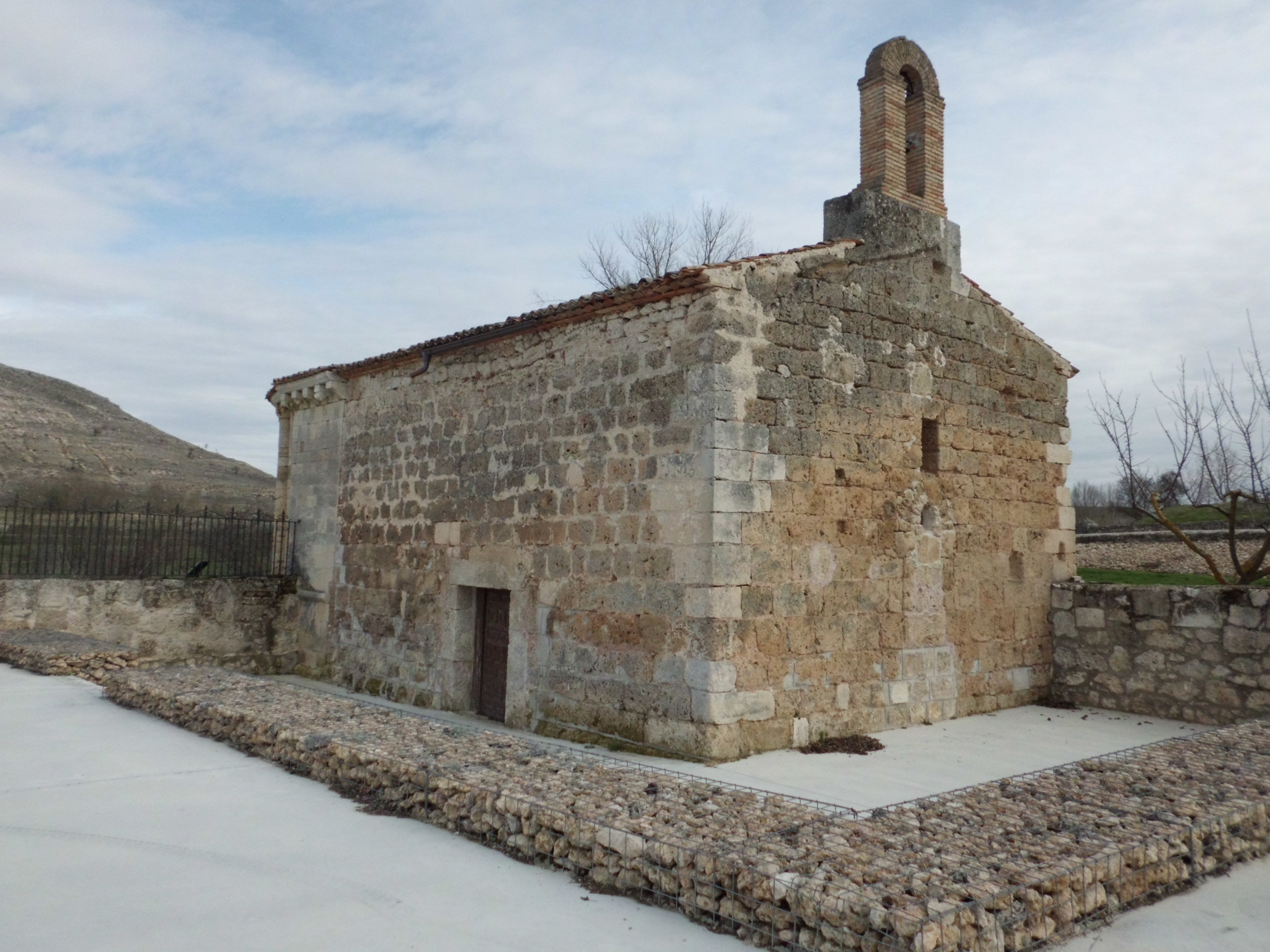
Chapelle Santa María de Cárdaba à Pecharromán.
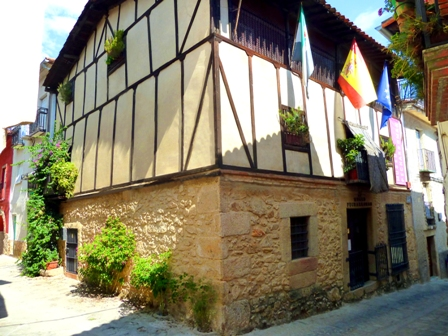
Musée à Pecharromán.